# Кияни (Хорватія)
Кияни (серб. Кијани, хорв. Kijani) — село в Хорватії, на південному сході Ліки, за 7 км на північ від Грачаця. Адміністративно належить до громади Грачаць Задарської жупанії. Населене сербами.

## Населення
За даними перепису 2011 р., село налічувало 56 жителів..
Динаміка чисельності населення поселення:
Примітка: Переписи з 1857 по 1880 роки включають дані про населений пункт Губавчево Полє та частину даних про населений пункт Глогово.
Національний склад на підставі останніх переписів:
| Національність   | 1991 | 1981 | 1971 | 1961 |
| Серби            | 217  | 225  | 336  | 443  |
| Югослави         | 1    | 30   | 3    |      |
| Хорвати          |      | 1    | 1    | 1    |
| Македонці        |      |      | 1    |      |
| Інші та невідомі | 4    | 3    | 10   |      |
| Усього           | 222  | 259  | 351  | 444  |

### Перепис 1991
За переписом 1991 року, у селі проживало 222 мешканці, які так зазначили свою національність:
| Кияни                                                                   |
| ----------------------------------------------------------------------- |
| 1991                                                                    |
| · Загалом: 222 серби 217 (97.74%) югослави 1 (0.45%) невідомо 4 (1.80%) |

### Австро-угорський перепис1910
Як засвідчив перепис 1910 року, поселення Кияни мало 580 мешканців, які за мовною і релігійною ознаками розподілилися так:
| Населення за мовою | Хорватська або сербська |
| ------------------ | ----------------------- |
| Загалом            | 580 (100%)              |

| Населення за релігією | Православні  | Римо-католики |
| --------------------- | ------------ | ------------- |
| Загалом               | 570 (98,27%) | 10 (1,72%)    |

## Клімат
Середня річна температура становить 9,07°C, середня максимальна – 23,38°C, а середня мінімальна – -7,08°C. Середня річна кількість опадів – 1160 мм.
| Клімат поселення                              | Клімат поселення | Клімат поселення | Клімат поселення | Клімат поселення | Клімат поселення | Клімат поселення | Клімат поселення | Клімат поселення | Клімат поселення | Клімат поселення | Клімат поселення | Клімат поселення | Клімат поселення |
| Показник                                      | Січ.             | Лют.             | Бер.             | Квіт.            | Трав.            | Черв.            | Лип.             | Серп.            | Вер.             | Жовт.            | Лист.            | Груд.            |                  |
| Середній максимум, °C                         | 6,17             | 7,53             | 10,84            | 14,72            | 19,60            | 22,98            | 23,38            | 23,34            | 19,15            | 14,75            | 9,25             | 5,45             |                  |
| Середня температура, °C                       | −0,46            | 0,91             | 4,22             | 8,12             | 12,98            | 16,34            | 18,62            | 18,58            | 14,38            | 9,99             | 4,49             | 0,68             |                  |
| Середній мінімум, °C                          | −7,08            | −5,72            | −2,4             | 1,48             | 6,34             | 9,72             | 13,86            | 13,82            | 9,62             | 5,22             | −0,26            | −4,08            |                  |
| Норма опадів, мм                              | 86               | 87               | 90               | 97               | 86               | 86               | 62               | 74               | 110              | 123              | 143              | 116              |                  |
| Середньомісячна швидкість вітру, м/с          | 2.11             | 2.26             | 2.45             | 2.42             | 2.20             | 1.94             | 1.92             | 1.82             | 1.94             | 2.06             | 2.29             | 2.37             |                  |
| Середньомісячна сонячна радіація, кДж/м²·день | 4879             | 7468             | 11094            | 15642            | 19597            | 21732            | 23559            | 20561            | 15187            | 9759             | 5274             | 4028             |                  |
| --------------------------------------------- | ---------------- | ---------------- | ---------------- | ---------------- | ---------------- | ---------------- | ---------------- | ---------------- | ---------------- | ---------------- | ---------------- | ---------------- | ---------------- |
| Джерело:                                      |                  |                  |                  |                  |                  |                  |                  |                  |                  |                  |                  |                  |                  |